# Esafluoruro di platino
L'esafluoruro di platino o fluoruro di platino(VI) è il composto binario di formula PtF6. È l'unico esempio di composto del platino con numero di ossidazione +6. In condizioni normali è un solido rosso scuro che vaporizza formando un gas rosso.  PtF6 è una delle molecole con più alta affinità elettronica note (7,0 eV). Fortissimo ossidante e agente fluorurante, è famoso per aver permesso al chimico britannico Neil Bartlett di preparare il primo composto di gas nobili.

## Struttura molecolare e configurazione elettronica
PtF6 è un composto molecolare; nella molecola l'atomo di platino ha coordinazione ottaedrica sia allo stato solido che in fase gassosa. Allo stato solido cristallizza nel sistema ortorombico, gruppo spaziale Pnma, con costanti di reticolo a = 937,4 pm, b = 852,7 pm e c = 493,3 pm, quattro unità di formula per cella elementare, e densità calcolata di 5,21 g/dm³.
Il platino(VI) ha configurazione elettronica d4, facendo prevedere una distorsione dell'ottaedro in base all'effetto Jahn-Teller. Sperimentalmente tale distorsione è stata osservata con distanze Pt–F che variano da 184,4 a 185,8 pm tramite uno studio di diffrazione neutronica su polveri. Un successivo studio di diffrazione a raggi X su cristalli singoli non ha evidenziato invece alcuna distorsione sostanziale, osservando distanze Pt–F tra 184,8 e 185,1 pm.

## Sintesi
PtF6 è stato sintetizzato per la prima volta nel 1957 facendo reagire fluoro gassoso con un filamento di platino riscaldato tramite una corrente elettrica:
Pt + 3F2 → PtF6
Alternativamente si può ottenere per disproporzione dal pentafluoruro di platino:
2PtF5 → PtF6 + PtF4